# Gorman (Oregon)
Gorman az Amerikai Egyesült Államok északnyugati részén, Oregon állam Sherman megyéjében elhelyezkedő kísértetváros.
Az 1892-ben alapított település postahivatala 1892. augusztus 25-e és 1900 között működött.

## Fordítás
- Ez a szócikk részben vagy egészben  a   Gorman, Oregon című angol Wikipédia-szócikk ezen változatának fordításán alapul.  Az eredeti cikk szerkesztőit annak laptörténete sorolja fel. Ez a jelzés csupán a megfogalmazás eredetét és a szerzői jogokat jelzi, nem szolgál a cikkben szereplő információk forrásmegjelöléseként.